# 2. Seljony Sad
2. Sjeljony Sad oder Wtoroj Sjeljony Sad (russisch 2-й Зелёный Сад, Второй Зелёный Сад) ist eine Siedlung (ländlichen Typs) in der Oblast Kursk in Russland. Sie gehört zum Rajon Chomutowka und zur Landgemeinde (selskoje posselenije) Glamasdinski selsowjet.

## Geographie
Der Ort liegt gut 100 km Luftlinie nordwestlich des Oblastverwaltungszentrums Kursk im südwestlichen Teil der Mittelrussischen Platte, 16 km nordöstlich des Rajonverwaltungszentrums Chomutowka, 7,5 km vom Sitz des Dorfsowjet – Glamasdino, 29,5 km von der Grenze zwischen Russland und der Ukraine, im Becken des kleinen Flusses Berjosa (Nebenfluss der Swapa).

### Klima
Das Klima im Ort ist wie im Rest des Rajons kalt und gemäßigt. Es gibt während des Jahres eine erhebliche Niederschlagsmenge. Dfb lautet die Klassifikation des Klimas nach Köppen und Geiger.

## Bevölkerungsentwicklung
| Jahr | Einwohner |
| ---- | --------- |
| 2002 | 5         |
| 2010 | 3         |

Anmerkung: Volkszählungsdaten

## Verkehr
2. Sjeljony Sad liegt 20,5 km von der Fernstraße föderaler Bedeutung M3 Ukraina (Moskau – Kaluga – Brjansk – Grenze zur Ukraine), 9 km von der Straße A 142 (Trosna – M3 Ukraina), 17 km von der Straße regionaler Bedeutung 38K-040 (Chomutowka – Rylsk – Gluschkowo – Tjotkino – Grenze zur Ukraine), 4,5 km von der Straße 38K-003 (Dmitrijew – Berjosa – Menschikowo – Chomutowka), 5,5 km von der Straße interkommunaler Bedeutung 38N-064 (38K-003 – Malejewka), 4,5 km von der Straße 38N-656 (A142 – Potschepnoje – Swenjatschka) und 23 km von der nächsten Eisenbahnhaltestelle Rogosna (Eisenbahnstrecke Nawlja – Lgow-Kijewskij) entfernt.
Der Ort liegt 194 km vom internationalen Flughafen von Belgorod entfernt.